# Adrian Czubak
Adrian Bogdan Czubak (ur. 26 marca 1973 w Strzelcach Opolskich) – polski polityk, w latach 2015–2021 wojewoda opolski.

## Życiorys
Absolwent Politechniki Śląskiej, odbył też studia podyplomowe z zakresu zarządzania i marketingu oraz prawa inwestycyjnego. Był m.in. dyrektorem Departamentu Infrastruktury i Gospodarki w Urzędzie Marszałkowskim Województwa Opolskiego i prezesem zarządu Opolskiego Regionalnego Funduszu Poręczeń Kredytowych, a także wiceprezesem Agencji Rozwoju Opolszczyzny. Później zatrudniony w Elektrowni Opole.
Członek Prawa i Sprawiedliwości, został przewodniczącym lokalnych struktur partii. W 2014 bezskutecznie ubiegał się o urząd burmistrza miasta i gminy Strzelce Opolskie (zajmując ostatnie miejsce wśród 5 kandydatów). 8 grudnia 2015 został powołany na stanowisko wojewody opolskiego. W marcu 2021 odszedł z zajmowanego stanowiska. W grudniu tegoż roku powołany w skład rady nadzorczej Grupy Azoty ZAK w Kędzierzynie-Koźlu, w której zasiadał do kwietnia 2024. W wyborach w 2023 wystartował z ramienia PiS do Sejmu.

## Życie prywatne
Zawarł związek małżeński; ma dwoje dzieci.

## Odznaczenia
W 2017 otrzymał Srebrną Odznakę „Zasłużony dla Ochrony Przeciwpożarowej”. W 2019 otrzymał Medal Stulecia Utworzenia Policji Państwowej.